# Freulleville
Freulleville település Franciaországban, Seine-Maritime megyében. Lakosainak száma 378 fő (2022. január 1.). Freulleville Les Grandes-Ventes, Meulers, Saint-Germain-d’Étables, Saint-Jacques-d’Aliermont, Saint-Vaast-d’Équiqueville és Torcy-le-Petit községekkel határos.

## Népesség
A település népességének változása:
| Lakosok száma | 371  | 370  | 372  | 364  | 362  | 364  | 362  | 370  | 378  |
|               | 2013 | 2015 | 2016 | 2017 | 2018 | 2019 | 2020 | 2021 | 2022 |